# 토요타 자동차

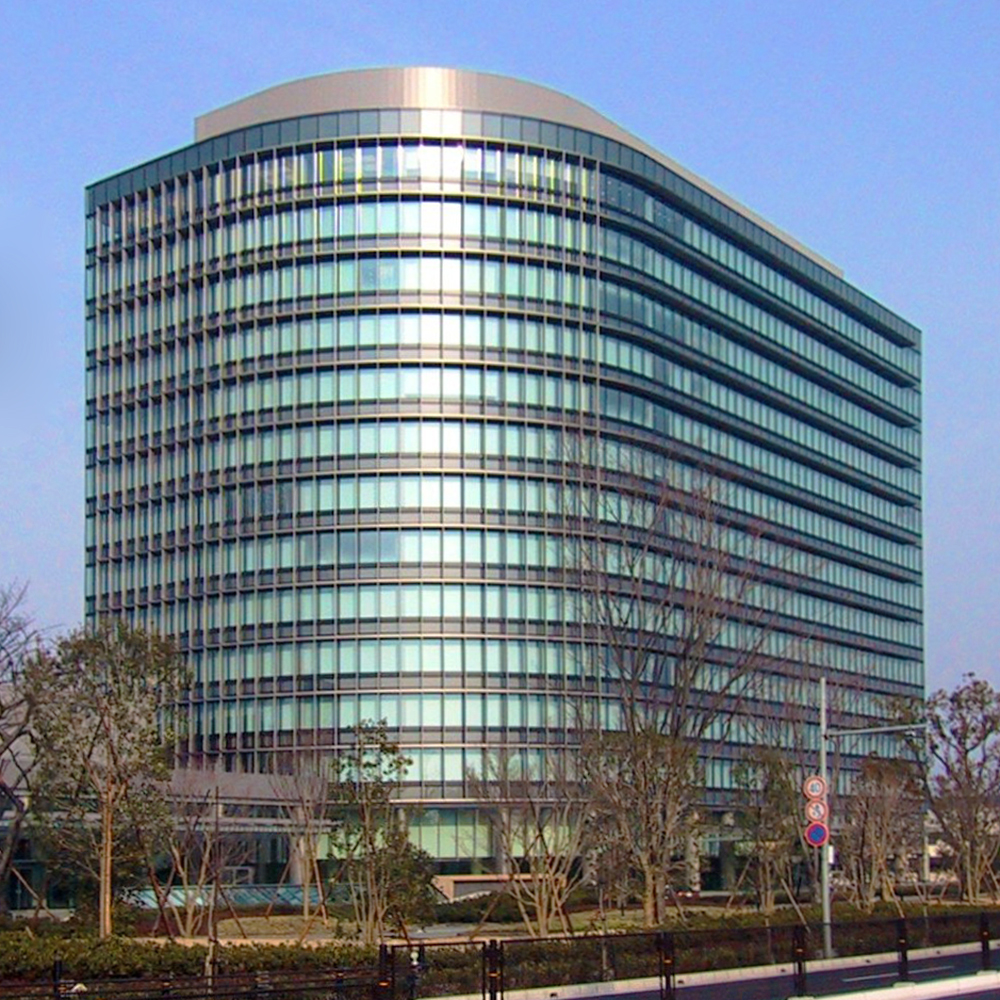
일본 도요타 본사

도요타 로고 2019

토요타 자동차 주식회사(일본어: トヨタ自動車株式会社 도요타 지도샤 가부시키가이샤[*], 영어: Toyota Motor Corporation, 문화어: 도요따 자동차 주식회사), 줄여서 토요타 혹은 도요타는 일본 아이치현 도요타시에 본사를 둔 일본의 다국적 자동차 제조사이다. 토요다 기이치로가 1937년에 설립하였으며, 현재 세계에서 가장 많은 자동차를 생산하고 있다.
토요다 사키치가 1926년에 설립한 토요다 자동직기제작소(豊田自動織機製作所)의 자동차 부문으로 시작했다. 1934년에 첫 제품인 토요타 A형 엔진을, 1936년에 첫 승용차인 토요타 AA를 출시했다.
2024년 현재 토요타 자동차는 토요타와 다이하쓰, 히노, 렉서스 브랜드의 차량을 생산하고 있으며, 스바루, 마쓰다, 스즈키, 이스즈, 야마하 파나소닉 등의 지분을 보유하고 있다. 또한 FAW 토요타와 GAC 토요타 등 중국과 인도, 미국 등에 합작투자회사가 있다.

## 개요
일본은 물론 아시아에서도 톱, 세계에서도 생산과 판매 대수는 2012년, 2013년, 2014년 3년 연속 세계 1위인 자동차 메이커다. 2007년 1/4분기에는 GM의 총 판매대수를 앞질러, 사실상 톱의 자리를 매듭지었다. 경차를 생산하는 다이하츠공업, 트럭 및 상용차를 생산하는 히노의 모기업이며, 스바루로 유명한 후지중공업의 대주주이기도 하다(2014년 12월 기준 보유지분 16 %). 노조의 영향력이 강해, 노사 화합과 정책수립 시 노조의 동의로 노사관계를 유지하고 있다. 통칭《토요타》(일본의 방송국에서는, 2005년 7월부터 《토요타자동차》의 호칭으로 사용), 영문표기는 TOYOTA이며, 사장은 도요다 아키오이다. 주력 최초공장은 아이치현 도요타시 모토마치공장과 쓰쓰미공장이며 1970년 160만대, 1980년 330만대 규모 능력을 갖추었다. 대규모 수출위한 다하라(전원)임해공장이 1979년 준공되었다. 큐슈공장등 일본내에 30여개 공장이 있다. 차부품 주력사로 토요타직기(Toyota industries), 덴소:일본 최대 차부품 다국적기업 12만명고용, 아이신 세이키(아이신 AW와 AI사), 칸토 자동차(센추리를 수공으로 생산하는 동후지 공장), 토요타 보쇼쿠, 이이치제강, 상사로 토요타상사 등이 있다. 또한 자동차 업계에서도 시가총액이 테슬라에 이어서 2위이다.
외래어 표기법에 따르면 도요타가 맞지만, 대한민국 법인의 상호를 한국토요타자동차로 등록하고 스스로 토요타라고 부르고 있다. 회사명은 고유명사이므로 외래어 표기법을 단순 적용하기 어렵기 때문에 토요타라고 부르는 것이 바람직하다.
일본의 자동차 제조 업체로는 최초로 V형 12기통 가솔린 엔진을 자체 개발했으며, 이 엔진은 렉서스가 아닌 센추리에만 장착했다. 배기량은 5리터다. 하지만 당시 일본 자동차의 출력 규제로 인해 280마력으로 봉인되었고, 센추리가 3세대로 풀 모델 체인지했을 때 LS600hL에 장착된 V8 5.0리터 하이브리드 파워트레인으로 교체하여 V12 엔진은 더 이상 생산하지 않는다.

## 역사

### 기원
도요다 사키치(1867년~1930년)가 창업한 '토요타 자동 방직기 제작소'에서 1933년 9월에 설립한 자동차 부서가 기원이다. 부서 설립의 중심이 된 것은 사키치의 아들인 토요다 기이치로(1894년~1952년)이지만, 초대 사장으로 취임한 것은 사키치의 사위인 도요다 리자부로였다. 방직기 제작에 있어서의 주조·기계 가공 기술등의 노하우를 살려, 연구 기간을 거쳐 1935년에 자동차 제조를 개시했다. 1937년에 독립한 신 회사 토요타 자동차 공업 주식회사가 설립됐다. 태평양 전쟁 때 육군용 트럭을 생산하였으나, 당시의 물자 부족으로 인해 간소화된 것이었다. 아이치현의 공장이 미군에 의해 폭격을 받을 예정이었으나 그 전에 원자 폭탄 투하로 종전되었다.

### 1950년대
종전 후 5년이 지난 1950년에 경영 위기에 빠지면서 노사 관계는 갈등으로 이어졌다. 노동자의 생존권이 달린 문제인 생산 인원 감축 곧 정리해고에 반대하며,부실경영을 한 도요다 기치로 사장의 해임을 요구하는 토요타 자동차 노동조합의 총파업이 발생했다. 도요다 기치로가 사장에서 해임되고 제국 은행을 중심으로 은행단의 긴급 투자 조건으로 판매 강화를 위한 토요타 자동차 판매 주식회사가 설립되었다.(당시 토요타 자동차의 노사 관계는 갈등으로 치닫고 있었다) 이후, 생산개발의 토요타 자동차 공업과 공동 보조를 취해 왔으나 1982년에 합병하여 현재의 토요타 자동차 주식회사가 되었다. 1950년 경영 위기는 직후에 일어난 한국 전쟁에 투입된 미군용 트럭의 대량 주문으로 인해 모면되었다. 1958년 브라질공장과 남아공공장, 1962년 태국공장, 1988년에는 미국 켄터키 공장, 텍사스 공장 등 미국 내 5개공장 준공으로 본격적으로 일본의 글로벌 산업 항모로 변신 되었다. 그리고 토요타 자동차 노조는 일본이 보수화되면서 노동운동을 비롯한 진보운동을 탄압한 55년 체제로 큰 타격을 받아, 결국 노동자들의 권익을 위하는 민주노조가 아닌, 자본가에 협력하는 어용노조가 되고 말았다. 현재 일본의 대다수 노조들은 제2의 노무관리부서라는 말을 들을만큼 어용노조들이며, 기간제 비정규직 노동자들의 임금차별, 고용불안에 대해서도 침묵하고 있다.

### 2003년이후
2003년 3월 말 집계에 따르면 종업원수 65,551명, 그룹합계 264,096명으로 일본 최대, 세계에서 세 번째로 큰 기업규모이다. 2005년에는 새로운 본사 건물이 완공되었고 그 해 10월 제너럴 모터스(GM)가 보유했던 후지중공업의 주식(약20 %) 중 8.7 %을 매수, 필두 주주가 되어 제휴 체결을 발표했다. 2008년 북미에서 대규모 리콜사건의 발단이 된 사고가 발생하였고, 이어 2009년 결함에 대한 은폐사실이 발각되었다. 2007년에는 나고야역 앞의 토요타 빌딩, 마이니치 빌딩의 재건축으로 지어진 미드랜드 스퀘어에 나고야 오피스가 완성되어 본사의 일부, 도쿄 본사의 영업 부문이 이전되었다.

### 대한민국과의 관계
대한민국에는 1960년대 대한민국의 신진자동차(현 한국지엠의 전신)와 합작하여 코로나 세단의 조립 생산으로 이름이 알려졌으나, 1970년에 반공 국가와는 거래하지 않는다는 중화인민공화국(중공)의 총리 저우언라이의 4원칙이 발표된 후 중국 대륙의 시장으로 진출하기 위해 대한민국에서 철수를 통보하고 일방적으로 철수했다. 당시 이 사건이 논란이 있었는데, 이미 신진 자동차와 합작 사업을 하기로 사업계획서까지 제출했던 일본 토요타가 외자 도입 수속만 남긴 상태에서 일방적인 철수를 선언한 것이다. 이와 함께, 토요타는 저우언라이의 원칙을 충실히 지키기 위해, 대한민국 정부에 신진뿐만 아니라 대한민국의 어떤 회사, 어떤 기관과도 단교하겠다고 선언한다. 일개 회사가 국가를 상대로 단교를 선언하는 것은 토요타가 처음이었다. 다만 중대형 상용차 부문은 계열사인 히노자동차가 기아산업과 약간의 기술 제휴를 해 왔다.
세월이 지나고 대한민국의 수입선 다변화 정책이 1990년대 말에 폐지되어 일본 생산 차량의 직접 공식 수입이 가능하게 되자, 토요타는 대한민국 법인인 한국토요타자동차를 설립한 후 렉서스 브랜드로 2001년에 다시 대한민국 시장에 진출한다. 윈덤을 조금 고친 중형급인 렉서스 ES로 강남 소비자 계층에 인기몰이를 하였지만, 동일 모델의 미국 시장 판매가보다 3배 이상 비싸게 파는, 대한민국 시장에 대한 과도한 차값 폭리가 문제로 지적되기도 했다. 국세청과 관세청 등 세무당국은 차값 폭리로 렉서스를 판매해 온 한국토요타가 그동안 차 가격을 부풀려 막대한 폭리를 취했다는 혐의를 잡고 세무조사를 하기도 했다. 한국 토요타는 대한민국 시장에서 거둬들인 막대한 이익을 일본 본사에 매년 현금 배당을 통해 송금해 오고 있으며, 대한민국 시장에서 벌어들인 돈을 대한민국 내 사회공헌이나 서비스 개선 등에 쓰지 않고 자국에 보내 왔다는 점에서 글로벌 기업의 도덕적 해이라는 비난을 듣기도 했었다. 예를 들어 법인 설립 이후 7년간 한국시장에서 벌어들인 순익은 465억 원인 반면, 이 7년간 기부금액은 순이익의 단 1.7 ％에 그쳤다.
또 대한민국용 렉서스 모델에 탑재되는 내비게이션에는 독도가 누락되어 있는데, 내비게이션용 지도를 공급하는 PMI 측에 의하면, BMW와 르노삼성자동차에 납품하는 동일 지도 데이터에는 독도가 들어가 있지만, 토요타 렉서스에 납품하는 네이게이션용 지도에는 독도가 누락되어 있다는 것이다. PMI 측에 의하면 제공되는 데이터는 똑같지만 토요타측에서 가공하는 과정에서 그 표기가 빠졌다고 한다.
대한민국 시장에서 렉서스 브랜드로 성공을 맛본 토요타는 2009년 10월 20일 토요타 브랜드의 대한민국 정식 진출을 선언하고 하이브리드 카 프리우스, 중형차 캠리, 캠리 하이브리드, SUV 차량인 RAV4 등 4개 차종을 대한민국에 판매하기 시작했다. 가격대가 기존 국내서 인기를 끌던 수입 대중차 브랜드였던 혼다보다 저렴한 데다가 현대자동차의 중형급 모델과도 경쟁가능한 수준이므로 대한민국의 자동차 제조사들에 적지 않은 위협이 되었다. 2011년 4월에는 준중형차인 코롤라가 출시되어 판매를 시작하였다. 또한 도라에몽이 자동차 광고에 등장하였다. (세계 최초의 수소전지차는 혼다에서 제작하였고, 수소차를 세계 최초로 '상용판매화' 한 것은 현대이다.)
다만 판매 차종들마다 다른 대중 브랜드들과는 약간 시장 접근을 달리하는 경우도 있었다. 랜드 크루저 프라도의 차체를 공용하는 SUV인 토요타 FJ 크루저는 공식 수입해서 판매하기는 했으나, 단 100대만 한정 판매했다. 후륜구동 스포츠 쿠페인 토요타 86은 대한민국에 1세대 모델을 판매했을 때 의외로 수동변속기 사양의 판매율이 높았다는 점을 감안하여, 2세대는 6단 수동변속기로만 들여오고 있다.
한국토요타자동차는 2008년 3월에 모범납세 법인으로 선정되기도 했다.

## 비판

### 결함 은폐 사건
2009년 8월, 미국 샌디에고 부근 125번 도로에서 통제 불가능한 급가속 현상을 보이는 차량에서 911로 전화가 걸려왔다. 공포에 질린 남자의 목소리가 전화기를 통해 전해왔다.
| “ | 우리는 렉서스 자동차에 타고 있어요... 125번 도로에서 북쪽으로 가고 있는데 엑셀러레이터가 말을 안 들어요... 큰일 났어요... 브레이크가 안 먹어요... 교차로에 들어서고 있어요... 멈춰... 멈춰... 제발... 제발... | ” |

이 전화는 충돌하는 소리와 함께 끝났다. 사고 차량은 교차로에서 한 SUV 차량과 충돌한 뒤 가드레일 밖으로 튀어나가 구르면서 화염에 휩싸였다. 이 차량에 탑승했던 4명은 모두 사망했다.
렉서스 ES350 차량에 타고 있던 일가족 4명이 급가속에 의한 사고로 모두 사망한 사건이 발생한 후, 이제까지 잘 알려지지 않았던 토요타 자동차의 품질 문제가 알려지게 되었다. 이 사고 이전에도 토요타와 렉서스 차량의 급가속 문제가 현지 언론과 인터넷 등에서 심심치 않게 보고되었다. 이 사건 이전에도, 구글에서는 영어로 '의도하지 않은 급가속'(sudden unintended acceleration, SUA)이라고 입력하면 토요타/렉서스 모델이 추천 검색어에 뜨는등(검색 빈도가 많기 때문), 토요타 모델의 급가속 폭주 문제는, 렉서스 폭주 사고 이전에도, 인터넷에서부터 알려지기 시작했다.
토요타측은 처음에는 모든 것을 고객 과실로 책임을 돌리다가, 렉서스 폭주 사고 후, 현지 언론에 문제가 불거지자, 그것을 바닥 매트가 페달에 끼어서 가속이 된 것이라고 주장하였다. 그러면서 바닥 매트를 Zip tie(플라스틱으로 된 매듭. 케이블 타이라고도 함)로 고정시키는 조치를 하고, 고객이 원하면 매트도 교환해 주기도 하였다. (덧붙여 토요타측은 한국에서 판매하는 렉서스/토요타 차량은 바닥 매트가 다르다는 이유로 리콜 하지 않았다) 토요타는 모든 것은 바닥 매트 때문이며, 차체 결함은 없다고 주장하였고, 미국 도로교통안전국(NHTSA)도 이에 동의하였다고 주장하였다. 그러나 미국 도로교통안전국 (NHTSA) 측에서는 그 주장을 바로 부정하면서, 토요타의 주장이 부정확하고 여론을 호도하고 있다며("inaccurate and misleading"), 토요타측이 적절한 해결책을 내놓지 않을 경우 이 사건의 조사는 끝나지 않을 것이라고 하였다. 미국 언론들은 이것은 단순한 바닥 매트 걸림 문제가 아닐 것이라는 보도를 하였고, NHTSA의 조사에 의하면, 무려 10 %의 렉서스 운전자가 급가속 폭주를 경험했다고 한다. 바닥 매트가 없이도 급가속 폭주하는 사례가 보고되고
, 조안 클레이부룩 전(前) 도로교통안전청(NHTSA) 청장은 “바닥에 까는 플로어매트가 없는 토요타 차량에서도 급가속 사고가 났었다”며 “전자체계에 문제가 있는 게 분명하다”고 말했다. 현지 언론에서는 토요타가 품질 명성을 유지 하기 위해 설계 결함을 계속 은폐하는 것이라고 주장했다.
계속 의혹이 불거지며 문제가 확대되자, 2010년 1월, 토요타 측은 이번에는 페달이 문제였었다고 주장하며, 가스식 페달을 교체해주는 리콜을 하기로 결정한다. 그러면서 토요타는 북미에 있는 가스식 페달 공급사 CTS Corp.의 제품이 불량이었다고 주장하며, 리콜을 해주고, 리콜 비용을 CTS Corp.에게 청구하기로 하였다. CTS Corp.는 이에 반발하며, 자사 페달은 어떤 결함 문제가 없고, 급가속 문제가 불거진 것은 1999년부터 거슬러 올라가며, 2003년부터 빈번하게 발생, CTS Corp.는 2005년부터 토요타에 제품을 공급하였으므로, CTS Corp.의 페달이 이상해서 급가속 문제가 발생한 것은 아니라는 입장이며, CTS Corp.는 렉서스 모델에는 페달을 공급하지 않고 있는데도 렉서스에 발생했던 급가속 문제를 설명할 수 없다며, 자사의 제품 결함 탓이 아니라고 주장했다. (덧붙여 한국에서는 미국 판매 제품과 다르다는 이유로 리콜 조치는 하고 않았었다) 애플의 공동 창업자이자, PC업계의 중요한 공로자중의 하나인, 스티브 워즈니악은 자신은 프리우스 최신 모델에 탑승증 여러번 스스로 급가속하는 것을 경험했다며, 이를 NHTSA측에 보고 했는데, NHTSA측은 이에 대해서 상세한 조사를 하지 않았다고 한다. 덧붙여 그는 토요타의 결함은 전자 계통 S/W와 관계되어 있을 것이라고 주장했다. 프리우스와 렉서스 모델은 100 % 일본에서 생산하며 일본 부품을 사용하고 있으므로(프리우스 일부 수량은 중국에서도 생산되지만 중국 생산 프리우스는 중국외에는 판매되고 있지 않다), 비일본 회사 부품을 사용했다고 결함이 발생했다는 토요타의 주장은 설득력이 없다고 볼 수 있다.
현재까지 뚜렷한 결함 원인은 찾지 못한 상태이며 현지 미국 언론에서는 전자 계통이나 차체 설계 결함에 원인이 있을 것이라고 보도 하고 있다. 미국의 자동차 전문가들은 결함의 원인을 알 수 없는 전자 계통의 결함으로 추정하고 있다.
덧붙여 토요타는 원가 절감을 위해서 자동차의 플랫폼과 부품을 상당수 공유하고 있으므로, 문제는 비단 특정 모델에 한정하고 있지 않다.(렉서스 ES와 토요타 아발론은, 토요타 캠리 차체에서 파생된 변형 모델로, 부품을 상당수 공유하고 있으며, 모두 비슷한 급가속 폭주 사고가 있던 모델이다)
2010년 1월, 토요타는 미국 정부의 압력에 의해, 마지 못해, 결함이 발생한 해당 모델의 판매를 중단하기로 결정한다. 덧붙여 진정한 결함 부분에 대한 의혹은 여전히 해소되고 있지 않다. NHTSA가 추산하기에, 2008년에 한해 보고된, 미국 도로에서 일어나는 급가속 폭주 사고의 41 %는 토요타/렉서스 차량이며, 토요타는 급가속 사고 1위의 자동차 제조사였다고 한다.
2010년 2월 일본 정부는, 일본과 해외에서 보고된 프리우스 브레이크 결함에 대해서도 조사하도록 토요타에게 강제 지시를 내렸다.
2009년 8월, 전직 토요타 미국 법인의 변호사였던 Dimitrios P. Biller는 토요타가 수백건의 전복 사망 사고 데이터를 불법적으로 파기하고 차량의 구조적 결함을 은폐했었다는 내부 고발을 했으며, 현재 이에 대한 소송이 진행 중이다. 그는,“토요타는 매우 비밀스런 기업으로 내부사정을 알만한 어떤 외부인도 신뢰하지 않는다”고 말했다. 또, 토요타가 NHTSA 직원을 매수해서, 차체 결함을 은폐하려는 시도도 발각되었는데, 미국 ABC방송 보도에 의하면, 2004년, NHTSA가 토요타의 워싱턴 D.C. 사무소에 채용된 전직 직원들과 협상한 후 캠리와 렉서스 등 토요타차의 인기차종들에 대한 결함조사를 하지 않도록 공작한 사실을 밝혀냈다. 이후 도요차 차량 사고들과 관련해 2004년 제기된 소송 26건이 NHTSA의 조사에서 제외됐으며 이들 26건 소송중 25건은 차량 우발 내지 충돌 사고와 관련된 것이었다.
2010년 2월, 토요타의 타코마 트럭에서도 급발진 불만 제기되었다. 미 민주당 하원 정부감독개혁위 위원장은 토요타 미국법인 사장에 보낸 서한에서 “토요타 타코마 트럭의 급발진과 관련된 소비자 불만이 미 도로교통안전국(NHTSA)에 100건이상 접수됐다”면서 “문제가 된 타코마 가속페달은 최근 리콜사태의 불씨가 된 CTS와 동일한 것이 아니어서 (덴소 제품) 토요타 측의 설명이 필요하다”고 하였다. 문제의 원인이 정말 페달이었는지도 불분명한 상황이다. 또, 토요타는 또 프리우스의 브레이크 제어 컴퓨터에 문제가 있다는 점을 알고 이를 신규 생산분부터 몰래 수정하고 이를 공개하지 않아 은폐 의혹을 샀다. 뒤늦게 은폐가 발각된 토요타는, 프리우스 문제가 전자 제동장치 설계와 소프트웨어 결함임을 인정했으며, 미국 시장에서 이를 리콜 결정한다. 프리우스의 브레이크 장치가 문제가 있어서 리콜이 정식 결정됐다면, 프리우스와 공유하는 ‘렉서스’의 하이브리드 모델 ‘렉서스HS250h’도 리콜되어야 한다. 같은 하이브리드 차인 사이(SAI)도 마찬가지다. 일본의 니혼게이자이 신문에 따르면 두 모델 다 프리우스와 같은 브레이크 장치와 소프트웨어를 쓰고 있다. 그러나, 아직까지 프리우스 이외의 모델에 대한 리콜 소식은 없다. 또 프리우스 브레이크 이외에, 스티브 워즈니악이 지적한 의도하지 않은 급가속 문제, 시동이 갑자기 꺼지는 문제, 배터리에 불이나 차량이 파손된 문제, 전조등을 비롯한 외부에 장착된 등이 스스로 꺼지는 문제에 대한 리콜 소식도 없다.
2010년 2월 8일, 한국에서도 유사한 사례가 보고되었다. 전량 일본에서 생산되는 한국 판매용 캠리가, 좁은 골목 도로에서 서행중 엄청난 굉음을 내며 급발진을 일으키는 사고가 발생한 것이다. 운전자외에 현장 목격자의 증언에 의하면 사고당시 엄청난 엔진의 굉음을 들었다고 한다. 토요타측은 여전히 차량 결함이 아니었다고 주장하며 ECU조사 결과 브레이크를 밟은 기록이 없고 엑셀레이터만 밟았다고 한다. 그러나 전문가들은 아주 천천천 운행해야 하는 구불구불한 골목 도로를 지나갔던 당시 상황으로 볼 때, 그 짧은 시간에 그런 속도를 내는 것은 불가능에 가깝다고 보고 있다.(현재까지, 토요타는 리콜지역을 북미, 유럽, 중국, 중남미 지역으로 확대하고 있지만 여전히 한국에서는 해외 모델과 다르다는 이유로 리콜을 해주지 않고 있다)
2010년 1월 토요타 자동차 미국 법인의 어브 밀러 환경담당 부사장이 가츠히코 고가네이 미 영업부 커뮤니케이션 조정관에게 "더이상 은폐를 그만두고 가속페달 결함 문제를 ‘사실대로 밝혀야 한다(We need to come clean)"는 이메일을 보내기도 했다.
2010년 4월 17일, 토요타자동차가 미국 교통당국에 '차량 결함 은폐'와 관련해 요구한 1천637만5천 달러의 과징금을 지불하기로 방침을 정했다. 그러면서도 여전히 은폐는 없었다고 주장하고 있다.
이 사건 당시, 토요타의 이사회에는 총 29명의 이사가 있었다. 모두 수십 년 동안 토요타 안에서 승진해 그 자리에 앉은 일본인들이었다. 외국인·여성·사외(社外) 이사는 없었다. 영국 경제지 이코노미스트는 "이미 2009년부터 터져 나온 가속 페달 결함 문제에 대해 토요타가 제때 대응하지 못한 것은 바로 그 회의실에 다양성이 없었기 때문"이라고 분석했다.
2011년 2월 8일, 급 가속 문제의 원인 조사를 하고 있던 미 교통부 · 미 교통부 고속도로 교통 안전국 (NHTSA) · NASA에 의한 최종 보고서에서 도요타 자동차에 기계적인 결함은 있었지만 전자 제어 장치에 결함이 아닌 급발진 사고의 대부분이 운전자의 실수로 발표되었다.

## 한국 내 판매 차종

### 토요타
- 캠리
- GR 86
- 크라운(크로스오버)
- GR 수프라
- 코롤라
- 프리우스
- 프리우스 V
- RAV4
- 시에나
- 알파드
- 벤자
- 아발론
- FJ 크루저

### 토요타 자동차의 목록(1950~2013)
- 토요타 수프라
- 토요타 랜드크루저
- 토요타 도요에이스
- 토요타 코로나
- 토요타 크라운
- 토요타 크라운에이트
- 토요타 셀시오
- 토요타 센추리
- 토요타 아리스토
- 토요타 알테자
- 토요타 마크 투
- 토요타 카리나
- 토요타 체서
- 토요타 체스터
- 토요타 스포츠800
- 토요타 펠더
- 토요타 타완스
- 토요타 크라운 세단
- 토요타 코로나 GT
- 토요타 셀리카
- 토요타 소아라
- 토요타 코롤라 레빈
- 토요타 코롤라 스프린터 트루노
- 토요타 리탄스
- 토요타 터셀
- 토요타 코롤라
- 토요타 코롤라 FX
- 토요타 셀리카 XX
- 토요타 하이아스
- 토요타 소롤라
- 토요타 코롤라 스프린터 칼리브
- 토요타 블리자드
- 토요타 하이룩스 수프(4러너)
- 토요타 해리어
- 토요타 랜드크루저
- 토요타 코스터
- 토요타 MR2
- 토요타 레이즈

### 렉서스
- CT200h 하이브리드
- HS250h 하이브리드(대한민국 미출시)
- IS250
- IS250C 컨버터블
- ES300h 하이브리드
- ES350
- GS350
- GS460
- GS450h 하이브리드
- LS460
- LS460L
- LS600h 하이브리드
- LS600hL 하이브리드
- RC350
- RC F
- SC430(2010년 단종)
- NX200t 터보
- NX300h 하이브리드
- RX350
- RX450h 하이브리드
- GX460(대한민국 미출시)
- LX570(대한민국 미출시)
- LX600(대한민국 미출시)
- LX700h 하이브리드

## 같이 보기
- 도요다 기이치로
- 도요다 쇼이치로
- 도요다 에이지
- 와타나베 카츠아키(와타나베의 저주)
- 도요타 생산시스템
- 린 생산
- 자동차 급발진(SUA)
- 렉서스
- 히노 자동차
- 다이하쓰
- 스바루
- 토요타 아이유닛(TOYOTA i-unit)
- 혼다(HONDA & ACURA)
- 닛산 자동차(NISSAN & INFINITI)
- 미쓰비시 자동차 공업(MITSUBISHI)
- 이스즈 자동차(ISUZU)
- 마쓰다 자동차(MAZDA)
- 현대자동차
- 제너럴 모터스(GM)
- 나고야 그램퍼스